# Edgar Wind
Edgar Wind (* 14. Mai 1900 in Berlin; † 12. September 1971 in London) war ein deutschamerikanischer Kunsthistoriker und Philosoph.

## Leben
Edgar Wind war ein Sohn des argentinischen Kaufmanns Maurice Delmar Wind und dessen rumänischer Ehefrau Laura Szilard. Der Vater stammte aus einer russisch-jüdischen Familie. Von 1906 bis 1918 besuchte Wind die Kaiser-Friedrich-Schule in Berlin-Charlottenburg. Ab 1918 studierte er an der Friedrich-Wilhelms-Universität zu Berlin die Fächer Klassische Philologie, Philosophie und Kunstgeschichte bei Adolph Goldschmidt. Dort hörte Wind auch Vorlesungen des evangelischen Theologen Ernst Troeltsch.
Wind gehörte als erster Schüler von Erwin Panofsky zur Warburg-Schule und arbeitete nach der Übersiedlung der Warburg-Bibliothek von Hamburg nach London am Warburg Institute. Er hat Aby Warburg (1866–1929) noch kennengelernt, der den analytischen Verstand des jungen Kunsthistorikers sehr schätzte. Wie Panofsky war Wind ebenfalls Ikonologe sowie ein Spezialist für italienische Kunst und Philosophie. Den platonischen Vorstellungen und heidnischen Mysterien der Renaissance ist sein Hauptwerk gewidmet.
Seine wichtigen Bücher sind die philosophische Habilitationsschrift Das Experiment und die Metaphysik (1934), das kunsthistorische Werk Heidnische Mysterien in der Renaissance (Pagan Mysteries in the Renaissance) (1958) und der kunstphilosophische Essayband Kunst und Anarchie (Art and Anarchy), die Reith Vorlesungen der BBC, 1960 gesendet, 1963 erfolgreich veröffentlicht. Dazu kommen viele kunstwissenschaftliche Essays, etwa über Michelangelo, und Pionierarbeiten zur englischen Kunstgeschichte. Sein Versuch, das Deckenprogramm der Sixtinischen Kapelle auf den Dominikaner und Hebraisten Santi Pagnini zurückzuführen, wurde später von ihm selbst wieder verworfen.
Winds philosophischer Lehrer war Ernst Cassirer. In Freiburg im Breisgau hatte er auch Vorlesungen von Edmund Husserl und Martin Heidegger gehört, lehnte deren Denkstil aber strikt ab. Husserl hielt er für irrationalistisch, und rückblickend war Heidegger für ihn ein genuiner Nationalsozialist. Zwei Jahre in North Carolina brachten Wind in Kontakt mit dem amerikanischen wissenschaftlichen Pragmatismus, und Das Experiment und die Metaphysik ist davon geprägt. Schon Winds Lehrer Aby Warburg hatte seine philosophisch-psychologischen Notizen als pragmatisches Philosophieren verstanden und dennoch Hegel bewundern können.
Wind wurde 1933 aus rassistischen Gründen entlassen und emigrierte im gleichen Jahr nach England. Er ging 1939 in die USA, 1940 erhielt er die US-amerikanische Staatsbürgerschaft, 1951 wurde er in die American Academy of Arts and Sciences gewählt. 1955 kam Wind zurück nach England. Er wurde Oxfords erster Professor für Kunstgeschichte. 1960 produzierte er die Reith Lectures Art and Anarchy bei der BBC. 1967 trat Wind in den Ruhestand.

## Schriften (Auswahl)

### Monografien
- Das Experiment und die Metaphysik. Zur Auflösung der kosmologischen Antinomien (= Beiträge zur Philosophie und ihrer Geschichte. Band 3). Zugleich Habilitationsschrift. Mohr, Tübingen 1934, ZDB-ID 539410-7.
- Pagan Mysteries in the Renaissance. Faber and Faber, London 1958.
  - Deutsche Ausgabe: Heidnische Mysterien in der Renaissance. Suhrkamp, Frankfurt am Main 1981, ISBN 3-518-07593-4.
- Art and Anarchy. The Reith Lectures 1960 revised and enlarged. Faber and Faber, London 1963.
  - Deutsche Ausgabe: Kunst und Anarchie. Die Reith lectures 1960. Durchgesehene Ausgabe mit den Zusätzen von 1968 und späteren Ergänzungen. Aus dem Englischen übersetzt von Corinna Delkeskamp-Hayes und Gottfried Boehm. Suhrkamp, Frankfurt am Main 1979, ISBN 3-518-07522-5.
  - Taschenbuchausgabe: Kunst und Anarchie (= Suhrkamp-Taschenbuch Wissenschaft. Nr. 1163). Suhrkamp, Frankfurt am Main 1994, ISBN 3-518-28763-X, Rezension.[4]
- The Eloquence of Symbols. Studies in Humanist Art. Edited by Jaynie Anderson. With a biographical memoir by Hugh Lloyd-Jones. Clarendon Press, Oxford 1983, ISBN 0-19-817341-5 (mehrere Ausgaben und Übersetzungen).
- Hume and the Heroic Portrait. Studies in Eighteenth-Century Imagery. Edited by Jaynie Anderson. Clarendon Press, Oxford 1986, ISBN 0-19-817371-7.

### Herausgeberschaft
- Friedrich Gundolf: Anfänge deutscher Geschichtschreibung von Tschudi bis Winckelmann. Auf Grund nachgelassener Schriften  bearbeitet und herausgegeben von Edgar Wind und Elisabeth Gundolf. Elsevier, Amsterdam 1938.